# Мадзукато, Альберто
Альберто Мадзукато (в старых источниках Маццукато, итал. Alberto Mazzucato; 28 июля 1813 года, Удине — 31 декабря 1877 года, Милан) — итальянский композитор, музыкальный журналист и педагог.

## Биография
Окончив Падуанскую консерваторию, дебютировал как оперный композитор в 1834 году: в Падуе была поставлена его «Ламермурская невеста» (итал. La fidanzata di Lammermoor, по роману Вальтера Скотта). За ней последовали «Дон Кихот» по Сервантесу в Милане (1836), «Эсмеральда» по «Собору Парижской богоматери» Гюго — в Мантуе (1838) — наиболее успешная из опер Мадзукато, и ещё четыре работы. После постановки «Эрнани» в Генуе в 1843 году Мадзукато отошёл от активной композиторской деятельности — впрочем, переработанная опера 1843 года «Людовик V, король Франции» (итал. Luigi V, re di Francia) была поставлена в 1852 году в Парме и в миланской Ла Скала.
Переключившись на музыкальную журналистику, Мадзукато в 1846 году занял пост главного редактора «Миланской музыкальной газеты» и возглавлял это издание до 1858 года. В 1859—1868 года был художественным руководителем оперного театра «Ла Скала» и в этом качестве, в частности, дирижировал в 1859 году первым представлением «Травиаты» Джузеппе Верди на этой сцене. Одновременно с 1843 года преподавал в Миланской консерватории, а с 1872-го и до конца жизни возглавлял её. Вместе с Антонио Анджелери, Франческо Сангалли и Стефано Ронкетти-Монтевити подготовил обновлённый устав консерватории, опубликованный в 1859 году. Среди его многочисленных учеников были Бенедетто Юнк, Арриго Бойто, Иван Зайц, Альфредо Соффредини.